# Ferruccio Dalla Torre
Ferruccio Dalla Torre (San Candido, 4 novembre 1931 – Pontassieve, 12 marzo 1987) è stato un bobbista italiano.

## Biografia
Viene ricordato come vincitore di una medaglia d'argento nella sua disciplina, ottenuta ai campionati mondiali del 1959 (edizione tenutasi a St. Moritz, Svizzera) insieme ai suoi connazionali Sergio Zardini, Alberto Righini e Romano Bonagura
Nell'edizione l'oro andò alla nazionale statunitense. Ai mondiali del 1962 vinse un'altra medaglia d'argento e l'anno seguente, nel 1965 vinse una medaglia d'oro. Partecipò alle olimpiadi invernali del 1964.